# 單斑福氏躄魚
單斑福氏躄魚是輻鰭魚綱鮟鱇目躄魚亞目躄魚科的其中一種，為亞熱帶海水魚，分布於西大西洋區，從美國紐約長島至墨西哥灣海域，棲息深度20-275公尺，體長可達7.6公分，棲息在沿海礁區至大陸棚，生活習性不明。

## 扩展阅读
維基物種上的相關：單斑福氏躄魚